# Курчик Тарас Михайлович
Тарас Михайлович Курчик (нар. 7 вересня 1969, Дрогобич) — український співак, заслужений артист України (2011).

## Життєпис
Народився 7 вересня 1969 року в м. Дрогобичі Львівської області.
У 1984 році закінчив Дрогобицьку восьмирічну школу № 5. У тому ж році поступив у Дрогобицьке музичне училище струнно-смичкового відділення. Паралельно навчався в середній школі вечірньої форми навчання для отримання середньої освіти.
Під час навчання у музичному училищі, у 1989 р. став наймолодшим лауреатом Першого всеукраїнського фестивалю «Червона рута», Після цього отримав багато запрошень на інші конкурси та фестивалі, що відбувалися за кордоном.
У 1997 році вийшов перший альбомом танцювальної музики «Скажи No-No», який записує на студії HENDRIX м.Люблін Польща, що входила в 10 кращих студій Європи. На пісню  "Давай –Давай", було відзнято відеокліп  і використана повністю комп’ютерна графіка. Це був один з перших компʼютерних відеокліпів на території СНГ, вразивши фахівців своєю масштабністю. Кліп  транслювався на центральних телеканалах України, Польщі інших країн.
У 2000 році обраний головою Міжнародного фонду «Духовний вибір».
У 2001 році став автором та виконавцем офіційного гімну до приїзду в Україну Папи Римського Івана Павла II, отримав особисте благословення Святійшого Отця.
2002 рік - учасник першого святкування Дня матері у Римі. У тому ж році запрошений на Світовий День Молоді у Торонто (Канада).
У 2004 році став рекламним обличчям компанії Western Union по Італії. На міжнародному Дні Національностей, з концертом представляє Україну у Мілані. Наступні міста: Болонья, Брешша, Неаполь, Казерта, Салерно, Генуя.
У 2006 році обраний головою журі (діючий до сьогодні) Міжнародного фестивалю дитячої духовної пісні «Пісня серця».
З концертами та у складі культурних делегацій побував у близько 17 країнах світу.
2007 рік, виступи Іспанія, Франція.
У 2008 році закінчив Львівський ставропігійський університет, факультет «Соціальна педагогіка-практична психологія», отримавши вищу освіту. У цьому ж році представляє Україну на Світовому Дні Молоді у Австралії.
У 2010 році обраний депутатом Львівської обласної ради по мажоритарному округу міст: Дрогобич, Стебник. Крім роботи на окрузі, займається та реалізовує багато соціальних, благодійних проектів.
У березні 2011 року, присвоєно державне звання Заслужений артист України. У цьому ж році концертує в Італії та США. 
2012 рік, виступи Чехіія, Бразиліія. Виступив у парламенті міста Прудинтополіс ( Бразилія) з доповіддю про Україну, яка транслювалася у прямому ефірі бразилійського телебачення.
2014 рік, мистецькі акції у Бразилії, Аргентині та Парагваї. В Бразилії на запрошення депутатів виступив  у парламенті міста Куритиба. Нагороджений відзнакою за розвиток культурних зв’язків між Україною та Бразилією. 
У 2015 році за підтримки посольства України в Італії, підтримки посольства України при Святому Престолі, благодійного фонду UNICEF при ООН організовано благодійні концерти в Італії, у містах Рим та Неаполь. Зібрані кошти призначені для дітей та сімей, що залишились без годувальника у зв’язку із війною на Сході України. За ці благодійні концерти Україна вперше отримала нагороду італійських медіа на щорічній міжнародній церемонії за версією журналу «ALBATROS». Цього ж року відбулися благодійні концерти в Іспанії та Португалії. На запрошення фонду UNICEF в Італії, спільно із відомими особистостями країни взяв участь у заході на підтримку дітей у всьому світі.
2016 рік, засновує Національний проект “Українська пісня / Ukrainian Song Project”. Виступає як засновник та Генеральний продюсер проекту.
 2017 рік, квітень - призначений заступником генерального директора-художнього керівника з питань маркетингу та організації глядача Львівської Національної Опери.
Травень – виступ на аргентинській книжковій виставці, як представника України у Буенос-Айресі та відзнака від української громади Аргентини.
Протягом своєї творчої діяльності став лауреатом багатьох пісенних конкурсів та фестивалів, дав безліч благодійних концертів, підтримуючи українських воїнів, будинки сиріт, будинки пристарілих, реабілітаційні центри нарко- та алкогольнозалежних, хворих на СНІД.

### Особисте життя
Мати — Курчик (Лялюсь) Юстина Миколаївна, 1934 р.н. пенсіонер.
5 вересня 2013 р. одружився.

## Дискографія
- 1997 — Скажи No-No
- 2003 — Поверни мені надію
- 2004 — Нас, Боже, не забудь
- 2007 — Пісні Твоєї України. Все по-новому[3]

## Нагороди
- 2011 рік — почесне звання Заслужений артист України.[4]